# Cultura escocesa

Bandera oficial de Escocia.

Mapa de Escocia (en azul oscuro) dentro de Reino Unido (en azul claro) junto a la República de Irlanda (en blanco).

La cultura escocesa se refiere a las características culturales idiosincráticas propias de Escocia y los escoceses. 
La cultura de Escocia es una síntesis de las diferentes culturas celtas, pictas e inglesas, principalmente, que han bañado el país. Los relieves naturales, que delimitan geográficamente las tierras altas (Highlands), montañosas y aisladas en el Norte, y las tierras bajas (Lowlands) más abiertas a los intercambios culturales y comerciales han jugado un papel también muy importante en el establecimiento de la cultura escocesa. 
Algunos de  los elementos de la cultura escocesa, como puede ser la independencia de la Iglesia de Escocia, están protegidos por la legislación, en base al Acta de Unión de 1707 junto con otras disposiciones legales.

## Legislación escocesa
Escocia posee su propio sistema legislativo, Scotland Law, que está basado en el Derecho romano y comparte aspectos de los dos principales sistemas legislativos: el Derecho continental o Derecho romanista (Civil law) y el Derecho anglosajón (Common Law). Las condiciones de unión con Inglaterra especifican el mantenimiento de sistemas independientes. Los barristers (término inglés para referirse a abogado) se denominan en Escocia advocates y los jueces del high court (Tribunal superior de justicia) son competentes tanto para causas civiles como penales. La legislación escocesa también difiere del sistema inglés de Derecho anglosajón (Common Law). 
Antiguamente existían varios sistemas legislativos diferentes en Escocia, uno de ellos era el Udal Law (también conocido como allodail o odal law) implantado en las islas Shetland y en las Órcadas. Este sistema procedía directamente del Old Norse Law, pero fue abolido en el año 1611 .  Pese a ello, los Tribunales escoceses han reconocido la supremacía de la udal law en algunos procedimientos, los más recientes celebrados en los años noventa. Actualmente existe un movimiento que pretende devolver el Udal Law a las islas como parte de la restauración de poderes y facultades a las Shetland y las Órcadas por parte de la capital, Edimburgo.
Hasta el siglo XIX también se mantuvieron en las Highlands varios sistemas basados en el Common Celtic Law.

## Sistema bancario y monetario

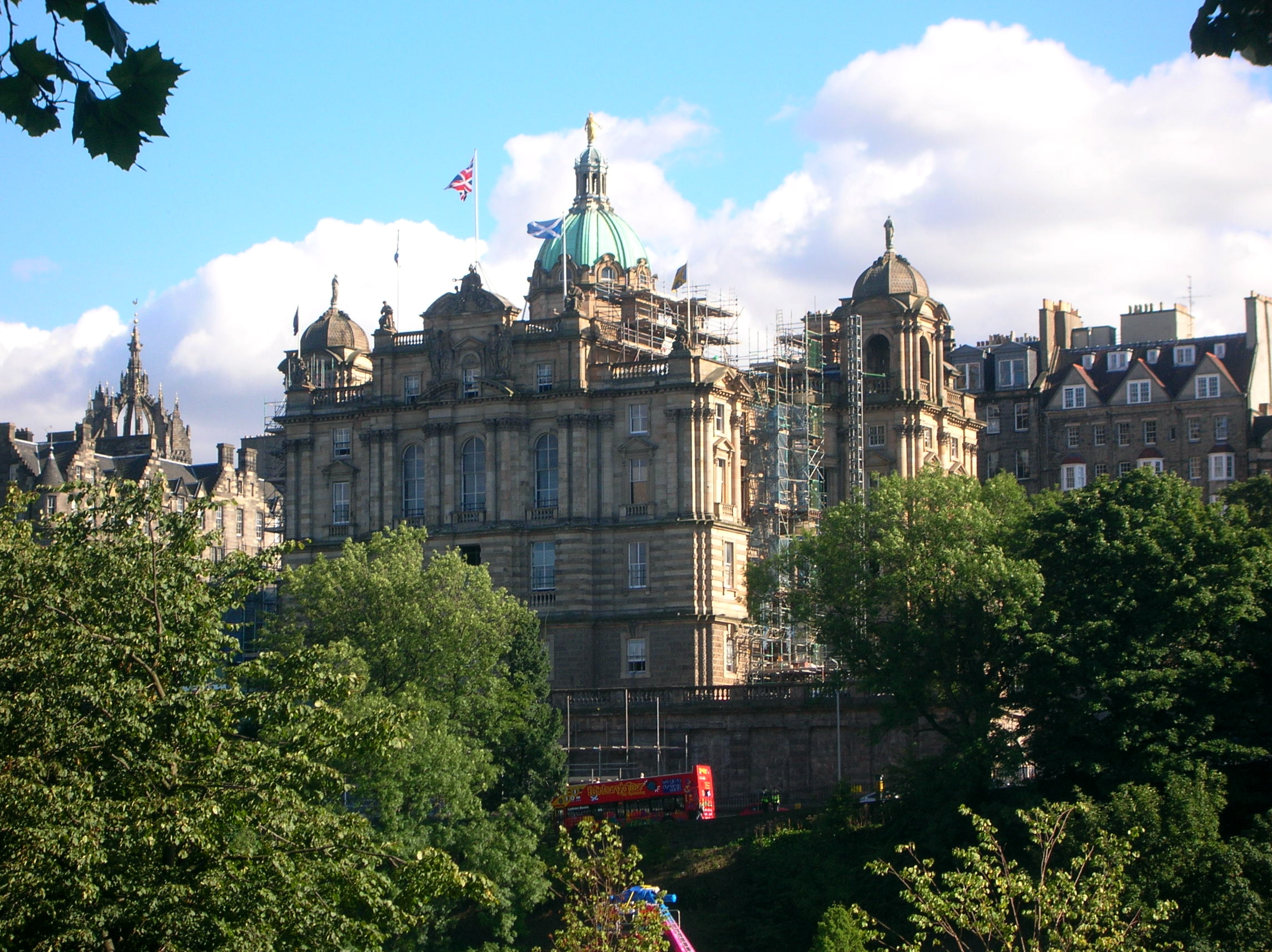
Sede del Bank of Scotland en North Bank Street, Edimburgo (la calle recibió ese nombre al acoger allí la oficina central del banco en 1806).

El sistema bancario escocés también posee sus propias características. Aunque el Banco de Inglaterra continúa siendo el banco central para el gobierno de Reino Unido, existen tres entidades bancarias que aún emiten su propio papel moneda: el Bank of Scotland, el Royal Bank of Scotland y el Clydesdale Bank. Estos billetes no están oficialmente reconocidos como moneda de curso legal; sin embargo, en la práctica se acepta en todo el Reino Unido, especialmente en Irlanda del Norte (donde los bancos irlandeses también emiten su propio papel moneda), así como en las Islas del Canal. En Escocia, ni ésta ni la emitida por el Banco de Inglaterra figuran entre la moneda de curso legal (ya que en la legislación escocesa no existe tal concepto); no obstante, por lo general se aceptan billetes emitidos por cualquiera de las cuatro instituciones bancarias anteriormente mencionadas. 
El moderno sistema de sucursales bancarias (en el que los bancos mantienen un sistema nacional de sucursales en lugar de una o dos oficinas centrales) se originó en Escocia. Gracias a la presión política ejercida en el siglo XIX se evitó que el actual consolidado sistema bancario escocés fuera absorbido por la banca inglesa. Sin embargo, pese a que los bancos escoceses no fueran muy aceptados en aquel momento, su modelo de negocio fue copiado rápidamente, primero en Inglaterra y después en el resto del mundo. Pese a todo, el sistema bancario escocés no fue inmune a las crisis financieras, especialmente a la quiebra del City of Glasgow Bank en 1878.
El movimiento de cajas de ahorro surgió en Escocia en 1810 de manos del reverendo Henry Duncan, que lo concibió como un medio que permitiera a sus feligreses ahorrar pequeñas cantidades de dinero que los grandes bancos no hubieran aceptado en aquella época. Su modelo del Ruthwell Parish Bank fue adoptado por patrocinadores adinerados de todo el mundo. Finalmente, siguiendo el ejemplo americano, se convirtieron en cajas de ahorros y la mayor parte de cajas de ahorros británicas se unieron para formar la institución Trustee Savings Bank, que posteriormente se fusionó con el banco comercial, Lloyds Bank, para constituir el Lloyds TSB. Por el contrario, el Airdrie Savings Bank se mantuvo al margen de este proceso.
Escocia también ha desarrollado un buen número de poderosas aseguradoras durante los siglos XIX y XX. Estas seguían un modelo basado en la mutualidad y ofrecían pólizas de inversión de beneficios así como de protección a los negocios.  Las presiones financieras que empezaron a sufrir estas compañías desde los años ochenta obligaron a su desmutualización y, posteriormente, la mayor parte de ellas pasaron a formar parte de grandes instituciones financieras.

## Deportes

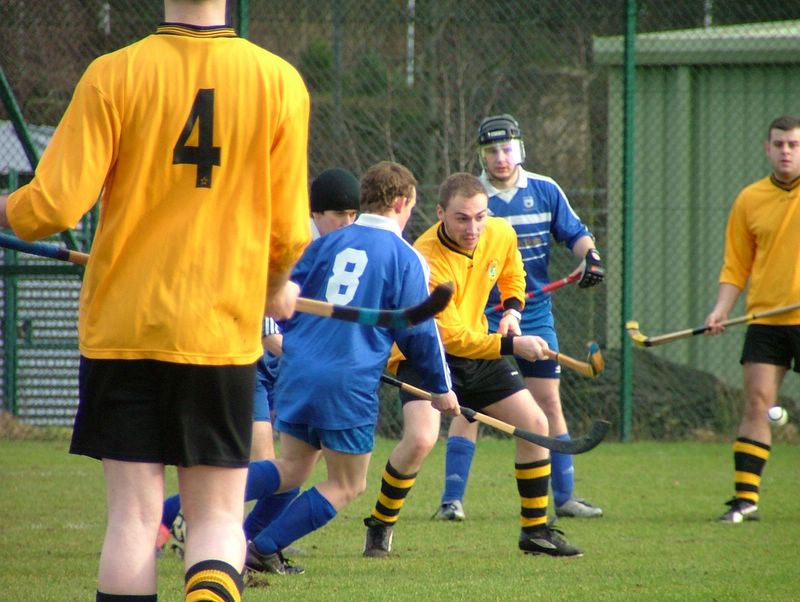
Juego de Shinty.

Escocia cuenta con varias asociaciones deportivas de carácter nacional, como la Scottish Football Asociation (SFA) (Asociación Escocesa de Fútbol) o la Scottish Rugby Union (SRU) (Unión Escocesa de Rugby). De este modo Escocia puede participar de forma independiente en varias competiciones deportivas de carácter internacional, como en la Copa Mundial de Fútbol. Sin embargo, no puede competir en los Juegos Olímpicos, de manera que los deportistas escoceses deben competir dentro del equipo de Reino Unido. Por otra parte, en los Commonwealth Games (Juegos de la Mancomunidad) Escocia está representada por su propio equipo.
Además, Escocia posee sus propias competiciones al margen de las que se celebran en el Reino Unido. La Premier League de Escocia y la Liga Escocesa de Fútbol se encargan de organizar las competiciones y las ligas. Los equipos de la Liga de Fútbol de las Highlands, la Liga de Fútbol del Este de Escocia y la Liga de Fútbol del Sur de Escocia también participan en la Copa Escocesa; mientras que las de la Asociación Escocesa de Fútbol Junio se mantienen al margen.  Los clubes de fútbol escoceses participan en competiciones de carácter internacional como la Copa de la UEFA y la Liga de Campeones de la UEFA.  
El campeón del título de la WBO, Alex Arthur, también es escocés.
El organismo que se encarga del rugby es la Unión Escocesa de Rugby y el principal campeonato que se celebra es el BT Premier League. Los clubes regionales escoceses de rugby también participan en la Celtic League, junto con otros equipos de Irlanda y Gales, así como en la Copa de Europa de rugby o Heineken Cup. 
Escocia se considera la "cuna del golf" y es famosa por sus campos de golf, asimismo es cuna del curling y del shinty, un juego similar al hurling irlandés que se practica con palos y una pelota. También son mundialmente conocidos sus Juegos de la montaña (competiciones atléticas). El cricket escocés es un juego minoritario.

## Medios de comunicación

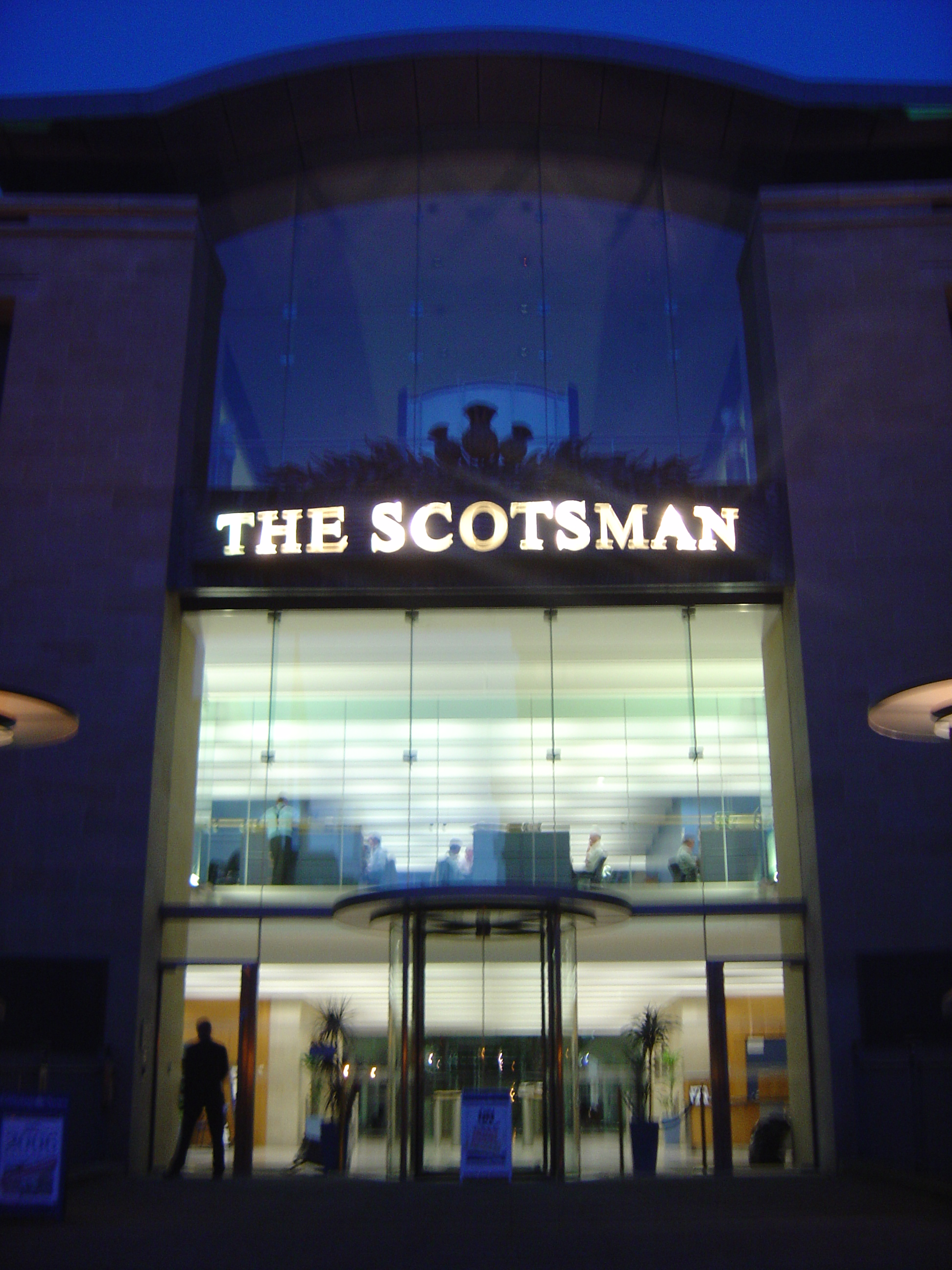
Oficinas del periódico The Scotsman en Edimburgo.

Escocia posee medios de comunicación distintos a los del resto del Reino Unido. Por ejemplo, publica varios periódicos como el Daily Record (el tabloide líder en Escocia), el periódico de gran formato The Herald, con sede en Glasgow y The Scotsman, en Edimburgo.
Entre los dominicales figuran el tabloide Sunday Mail, editado por Daily Record relacionado con Trinity Mirror y Sunday Post, mientras que el Sunday Herald y el Scotland on Sunday se relacionan con The Herald y The Scotsman respectivamente.
Entre los diarios regionales figuran The Courier and Advertiser editado en Dundee y la zona este, y el diario The Press and Journal en Aberdeen y el norte. 
Escocia también cuenta con su propia cadena de la BBC (BBC, Scotland), que tiene sus propias emisoras de radio: la BBC Radio Scotland y la emisora gaélica BBC Radio nan Gaidheal. También existen varias emisoras de la BBC y de radio independiente por todo el país. Además de radio, BBC Scotland también posee dos canales de televisión escoceses. Gran parte de las emisiones de la BBC Scotland Television, como noticieros y programas de actualidad, así como la serie que transcurre en Glasgow, River City, solo están concebidas para Escocia; mientras que otras, como algunos programas cómicos y dramáticos, se dirigen a audiencias de todo el Reino Unido. 
También emiten en Escocia dos cadenas de la red privada de televisión Independent Television: STV y Border. La mayoría de emisiones de televisión independientes son las mismas en Inglaterra, Gales e Irlanda del norte, salvo en las secciones de noticias, actualidad, deportes, comedia y programación cultural y en programas que se emiten en gaélico.
El canal Tele-G es el único que emite en gaélico escocés en el Reino Unido a través del operador Freeview todas las noches entre las 18.00 y las 19.00 en el canal Channel 8.
El canal Gaelic Digital Service comenzó a emitir en septiembre de 2008 tras recibir la aprobación de la BBC.

## Gastronomía

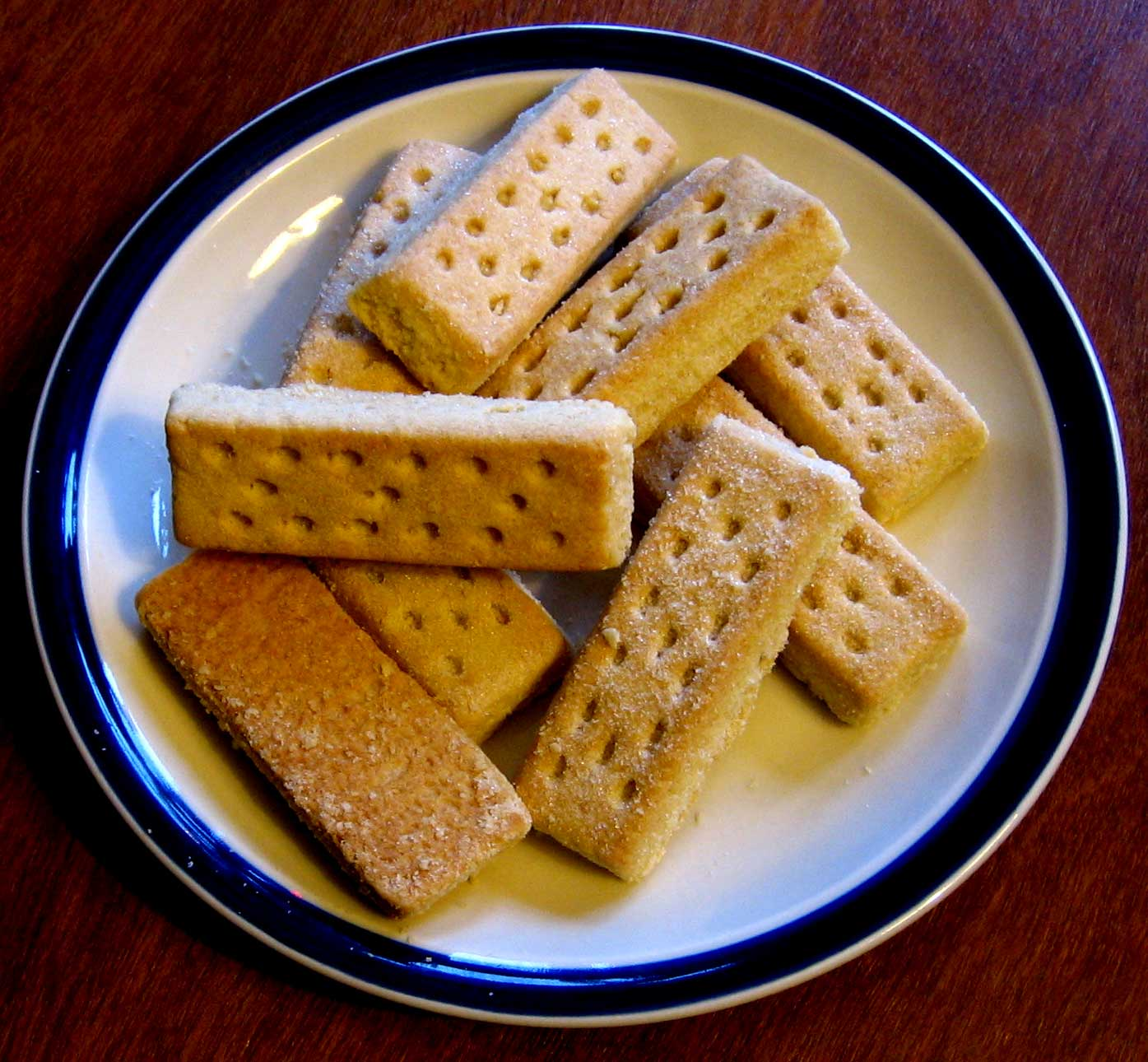
galletas de Shortbread.

Aunque se suele ejemplificar irónicamente la dieta moderna escocesa con la barra de chocolate Mars frita, la cocina escocesa también ofrece platos tradicionales como los haggis, Buccleuch Scotch beef, el Arbroath Smokie (eglefino ahumado), el salmón, la carne de venado, el cranachan (un típico postre escocés), el Scotch Broth (caldo escocés) y las galletas de shortbread.
Escocia también es famosa por su Scotch whisky y sus destilerías, así como por la cerveza escocesa.

## Música y literatura

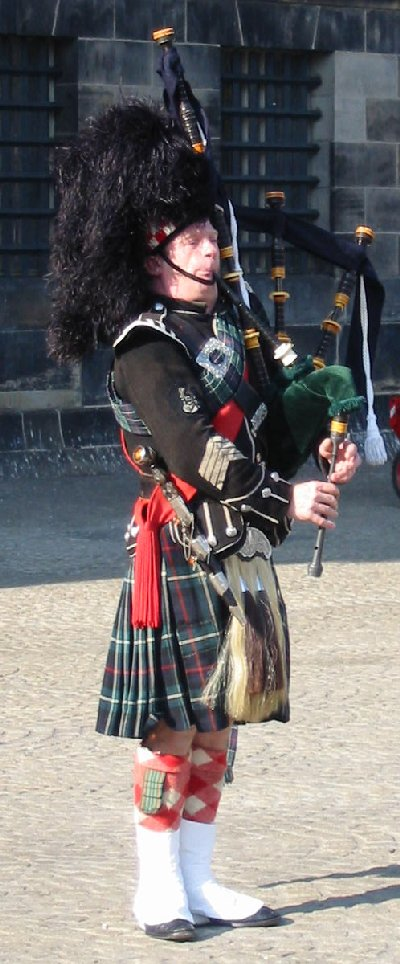
Un gaitero tocando la gaita de las Highlands.

La música ocupa un importante lugar en la cultura escocesa. El instrumento tradicional escocés más destacable es la gaita, en particular la gaita de las Highlands. El Clàrsach o arpa celta, los violines y el acordeón también son instrumentos tradicionales escoceses. En el panorama musical moderno, existen muchas bandas y artistas originarios de Escocia, tales como Franz Ferdinand, Belle & Sebastian, Primal Scream, Travis o Snow Patrol.
La literatura escocesa incluye los textos escritos en Escocia, en inglés, gaélico escocés, escocés, francés o latín. El considerado "poeta nacional", Robert Burns, escribió tanto en escocés como en inglés. Otros escritores escoceses de renombre internacional son Sir Walter Scott y Arthur Conan Doyle, cuyas obras tuvieron una repercusión internacional a finales del siglo XIX. James Matthew Barrie, autor de Peter Pan, fue el creador del movimiento conocido como "escuela de Kailyard", también a finales del siglo XIX, que volvió a poner de moda la fantasía y el folklore en la literatura. Algunos novelistas modernos, como Irvine Welsh (autor de Trainspotting), han optado por reflejar las realidades más crudas de la vida contemporánea en las ciudades escocesas, utilizando para ello el inglés de Escocia.

## Filosofía
Escocia posee una larga tradición filosófica. Juan Duns Scoto fue uno de los primeros escolásticos escoceses. A lo largo de la Ilustración Escocesa Edimburgo se convirtió en centro de una increíble cantidad de intelectuales como Francis Hutcheson, David Hume y Adam Smith. También otras ciudades vieron nacer  grandes figuras del pensamiento, por ejemplo, Thomas Reid que nació en Aberdeen. Aunque la contribución escocesa al pensamiento a lo largo de los siglos XIX y XX no fue tan significativa, siempre ha existido una corriente de destacados filósofos.

## Lenguas y religión
Escocia también posee su propia y única familia de lenguas y dialectos, lo que contribuye a reforzar un fuerte sentimiento de Scottish-ness (sentimiento patriótico escocés). (Véase escocés y gaélico escocés). Se ha creado una organización denominada Iomairt Cholm Cille para el apoyo de las comunidades en que se habla  gaélico escocés tanto en Escocia como en Irlanda, con el fin de estrechar lazos entre ellas.
Las lenguas de Escocia se dividen en dos familias: lenguas celtas y lenguas germánicas. La única lengua celta que todavía se conserva en Escocia es el gaélico escocés, hablado en algunas zonas de las Highlands y en las Islas Hébridas. Además, en la Escocia actual se hablan dos lenguas germánicas: el escocés y el inglés de Escocia. El escocés (en inglés, Scots o Lowland Scots) se habla en el sur de Escocia, en la zona conocida como Lowlands. Proviene de una variante septentrional del denominado inglés medio conocida como "escocés antiguo". 
Escocia mantiene su propia iglesia separada de la de Inglaterra. (Véase Iglesia de Escocia y Religión en el Reino Unido). Desde la Reforma Protestante de Escocia en 1560, la Iglesia de Escocia, también conocida como The Kirk, se convirtió en la Iglesia Nacional de Escocia. Es una Iglesia protestante y calvinista con un sistema de organización presbiteriano y disfruta de independencia del Estado.
El santo patrón de Escocia es Saint Andrew (San Andrés) y el día de Saint Andrew's Day se celebra en Escocia el 30 de noviembre. Además, otros santos como Saint Margaret of Scotland (santa Margarita de Escocia), Saint Columba (San Columba de Iona) y San Ninian han gozado históricamente de gran popularidad.

## Otros rasgos de la cultura escocesa
La prenda tradicional escocesa es el kilt, (la mal llamada "falda escocesa"). El kilt suele estar confeccionado de lana, con un diseño de tartán que tradicionalmente se asocia a un determinado clan escocés. Se enrolla alrededor de la cintura y cubre la parte inferior hasta la altura de las rodillas; además, puede complementarse con un bolso especial denominado sporran. Esta prenda se utiliza en ocasiones especiales, como bodas, bautizos, comuniones...  En contra de la creencia popular de que bajo el kilt no debe vestirse ropa interior, lo cierto es que no hay ninguna norma establecida al respecto.